# Warwara Massalitinowa

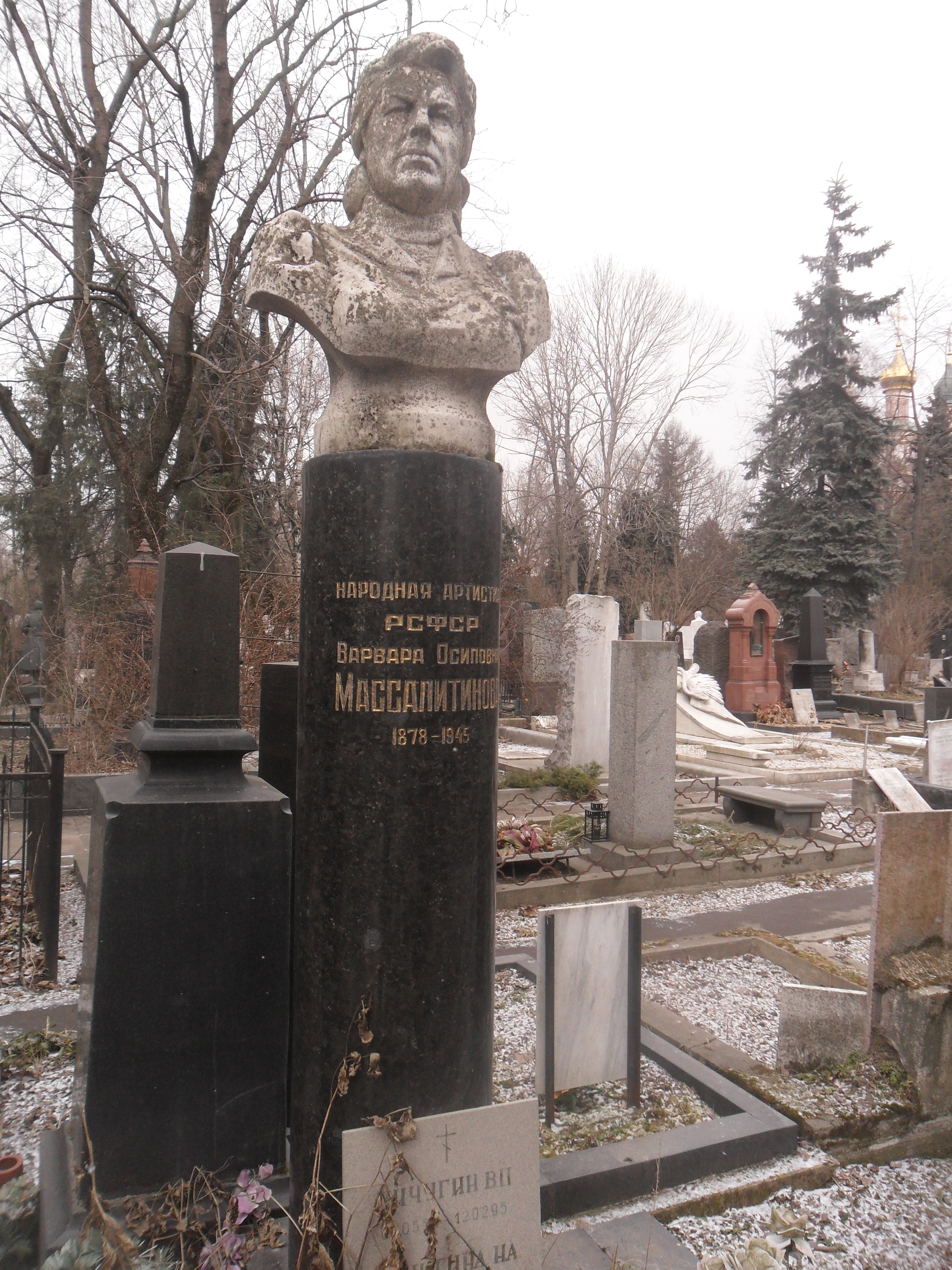
Grób Warwary Massalitinowej na Cmentarzu Nowodziewiczym w Moskwie

Warwara Osipowna Massalitinowa (ros. Варва́ра О́сиповна Массали́тинова; ur. 17 lipca?/29 lipca 1878 w Jelcu, zm. 20 października 1945 w Moskwie) – radziecka aktorka teatralna i filmowa. Laureatka Nagrody Stalinowskiej (1941). Pochowana na Cmentarzu Nowodziewiczym w Moskwie.

## Wybrana filmografia
- 1922: Polikuszka jako żona stolarza
- 1934: Burza jako Marfa Ignatowna Kabanowa
- 1938: Dzieciństwo Gorkiego jako Akulina Iwanowna Kaszyrin, babcia Aloszy
- 1939: Wśród ludzi jako Akulina Iwanowna Kaszyrin, babcia Aloszy

## Nagrody i odznaczenia
- Zasłużony Artysta RFSRR (1925)
- Ludowy Artysta RFSRR (1933)
- Order Czerwonego Sztandaru Pracy (1939)
- Nagroda Stalinowska (1941) za rolę babci Akuliny Iwanowny w filmie Wśród ludzi (1939)